# Tamaulipasaurus morenoi
Tamaulipasaurus morenoi è un rettile estinto, appartenente ai diapsidi. Visse nel Giurassico inferiore – medio (circa 165 milioni di anni fa) e i suoi resti sono stati ritrovati in Messico.

## Descrizione
Conosciuto per due crani articolati e per altri resti incompleti, questo rettile era decisamente caratteristico. Il cranio ricorda superficialmente quello di squamati scavatori, come gli anfisbenidi e i dibamidi. La presenza di caratteri primitivi (plesiomorfici), come la presenza di una barra temporale inferiore completa, esclude però che si tratti di un vero e proprio squamato. In ogni caso, questo animale era dotato di caratteristiche uniche che non permettono di ascriverlo ad alcun gruppo di rettili noto. La presenza di un processo discendente dell'osso squamoso e le vertebre di tipo procele con archi neurali fusi suggeriscono che Tamaulipasaurus potrebbe essere strettamente imparentato con i lepidosauri.